# Tournoi de tennis d'Ortisei
Le tournoi d'Ortisei est un tournoi international de tennis masculin faisant partie du circuit professionnel ATP Challenger Tour ayant lieu tous les ans à Ortisei en Italie. Il a été créé en 2010 et se joue sur dur en intérieur.

## Palmarès

### Simple
| Année | Vainqueur          | Finaliste             | Score            |
| ----- | ------------------ | --------------------- | ---------------- |
| 2010  | Michał Przysiężny  | Lukáš Lacko           | 6-3, 7-5         |
| 2011  | Rajeev Ram         | Jan Hernych           | 7-5, 3-6, 7-66   |
| 2012  | Benjamin Becker    | Andreas Seppi         | 6-1, 6-4         |
| 2013  | Andreas Seppi      | Simon Greul           | 7-64, 6-2        |
| 2014  | Andreas Seppi      | Matthias Bachinger    | 6-4, 6-3         |
| 2015  | Ričardas Berankis  | Rajeev Ram            | 7-63, 6-4        |
| 2016  | Stefano Napolitano | Alessandro Giannessi  | 6-4, 6-1         |
| 2017  | Lorenzo Sonego     | Tim Pütz              | 6-4, 6-4         |
| 2018  | Ugo Humbert        | Pierre-Hugues Herbert | 6-4, 6-2         |
| 2019  | Jannik Sinner      | Sebastian Ofner       | 6-2, 6-4         |
| 2020  | Ilya Ivashka       | Antoine Hoang         | 6-4, 3-6, 7-63   |
| 2021  | Oscar Otte         | Maxime Cressy         | 7-65, 6-4        |
| 2022  | Borna Gojo         | Lukáš Klein           | 7-64, 6-3        |
| 2023  | Lukáš Klein        | Maks Kaśnikowski      | 64-7, 7-64, 7-66 |

### Double
| Année | Vainqueurs                                    | Finalistes                            | Score              |
| ----- | --------------------------------------------- | ------------------------------------- | ------------------ |
| 2010  | Mikhail Elgin Alexander Kudryavtsev           | Tomasz Bednarek Michał Przysiężny     | 3-6, 6-3, [10-3]   |
| 2011  | Dustin Brown Lovro Zovko                      | Philipp Petzschner Alexander Waske    | 6-4, 7-64          |
| 2012  | Karol Beck Rik De Voest                       | Rameez Junaid Michael Kohlmann        | 6-3, 6-4           |
| 2013  | Christopher Kas Tim Pütz                      | Benjamin Becker Daniele Bracciali     | 6-2, 7-5           |
| 2014  | Sergey Betov Alexander Bury                   | James Cluskey Austin Krajicek         | 6-4, 5-7, [10-6]   |
| 2015  | Maximilian Neuchrist Tristan-Samuel Weissborn | Nikola Mektić Antonio Šančić          | 7-67, 6-3          |
| 2016  | Kevin Krawietz Albano Olivetti                | Frank Dancevic Marko Tepavac          | 6-4, 6-4           |
| 2017  | Sander Arends Antonio Šančić                  | Jeremy Jahn Edan Leshem               | 6-2, 5-7, [13-11]  |
| 2018  | Sander Gillé Joran Vliegen                    | Purav Raja Antonio Šančić             | 3-6, 6-3, [10-3]   |
| 2019  | Nikola Čačić Antonio Šančić                   | Sander Arends David Pel               | 65-7, 7-63, [10-7] |
| 2020  | Andre Begemann Albano Olivetti                | Ivan Sabanov Matej Sabanov            | 6-3, 6-2           |
| 2021  | Antonio Šančić Tristan-Samuel Weissborn       | Alexander Erler Lucas Miedler         | 7-68, 4-6, [10-8]  |
| 2022  | Denis Istomin Evgeny Karlovskiy               | Marco Bortolotti Sergio Martos Gornés | 6-3, 7-5           |
| 2023  | Andrew Paulson Patrik Rikl                    | Maximilian Neuchrist Jakub Paul       | 4-6, 7-67, [11-9]  |